# Allen Schindler
Allen Schindler (Chicago Heights, 13 dicembre 1969 – Sasebo, 27 ottobre 1992) è stato un marinaio statunitense, sottufficiale di terza classe specializzato in tecnologia delle comunicazioni della United States Navy, la marina militare degli Stati Uniti d'America; venne assassinato a ventidue anni in quanto gay dal commilitone Terry M. Helvey, il quale agì con l'aiuto di un complice di nome Charles Vins.
Il delitto avvenne al'interno di un bagno pubblico a Sasebo, nella prefettura di Nagasaki; la rivista Esquire lo definì un "brutale ed efferato omicidio". Il caso acquistò risonanza internazionale, oltre a divenire un simbolo della "questione omosessuale" all'interno delle forze armate statunitensi, che si portò all'istituzione della legge detta Don't ask, don't tell nel 1993.
Gli eventi correlati all'assassinio di Schindler sono stati trattati in un episodio del programma televisivo di approfondimento 20/20, oltre a esser stati riproposti nel film-tv del 1997 Any Mother's Son; la pellicola ha vinto l'anno seguente un GLAAD Media Awards.

## Antefatti
Allen proveniva da una famiglia di marinai di Chicago Heights e stava servendo come marconista sulla nave d'assalto anfibio "USS Belleau Wood (LHA-3)" di stanza in Giappone.
Secondo molti dei suoi amici, il ragazzo si era lamentato più volte di molestie anti-gay alla sua catena di comando in marzo e aprile del 1992, citando episodi come danni frequenti al suo armadietto e commenti fortemente omofobi da parte dei compagni, come "C'è un frocio su questa nave e perciò deve morire". Schindler aveva fatto richiesta di congedo per lasciare la Marina, ma i suoi superiori avevano insistito che rimanesse a bordo della sua nave fino a quando la pratica non fosse stata conclusa. Anche se sapeva che la sua sicurezza era a rischio, Schindler obbedì agli ordini.
Dopo aver fatto una breve sosta a Pearl Harbor, mentre era in rotta verso Nagasaki Allen fece uno scherzo inviando un messaggio radio destinato a raggiungere buona parte della United States Pacific Fleet, nel quale diceva: "Sono troppo carino per poter essere etero". Venne quindi convocato dal capitano per aver inviato un messaggio radio non autorizzato, ma l'udienza venne presto chiusa alla presenza di centinaia di commilitoni.
Per punizione Allen venne pertanto messo in congedo restrittivo e non fu in grado lasciare la nave fino a qualche settimana dopo l'attracco a Sasebo, quattro giorni prima della morte.

## La morte
Terry M. Helvey, che era un membro della nave dipartimento meteo (OA Division, Operations Department), prese a calci e calpestò a morte Schindler in una toilette di un parco della cittadina giapponese. Un testimone chiave, Jonathan W., vide Helvey saltare sul corpo di Schindler cantando mentre il sangue sgorgava dalla bocca della vittima, che tentava disperatamente di respirare. Schindler venne lasciato esanime sul pavimento del bagno fino a che la Guardia Costiera e il testimone chiave trasportarono il suo corpo oramai senza vita alla vicina Albuquerque Bridge.
Schindler aveva "almeno quattro ferite mortali alla testa, al torace e all'addome", la sua testa era stata schiacciata, aveva costole rotte e il pene tagliato; inoltre aveva "segni di scarpe da ginnastica-battistrada impressi sulla fronte e sul petto", che avevano lesionato praticamente "ogni organo del suo corpo", lasciando un "cadavere quasi irriconoscibile." Il testimone chiave, a cui venne chiesto di descrivere nel dettaglio al tribunale militare la scena del crimine, rifiutò di farlo fintanto che la madre e la sorella di Schindler fossero rimaste in aula. La sua famiglia fu in grado di identificarlo solo grazie a un tatuaggio che aveva sul braccio, tanto il volto era sfigurato. Il medico legale sostenne che le ferite presenti sul corpo di Allen erano comparabili a quelle di una persona che fosse stato calpestata ripetutamente dagli zoccoli di un cavallo lanciato al galoppo.

## Processo e conseguenze
Riguardo all'omicidio la Marina si dimostrò alquanto ritrosa e assai poco disponibile, nei confronti sia dei mass media sia della madre del giovane; la Marina negò di aver mai ricevuto denunce di molestie e si rifiutò di parlare pubblicamente del caso o di rilasciare alcun rapporto alla polizia nipponica a riguardo di quanto era avvenuto.
Durante il dibattimento processuale Helvey negò di aver ucciso Schindler perché era gay, dichiarando: "Non lo ho attaccato perché era omosessuale", ma le prove presentate dall'investigatore della Marina Kennon F. Privette, addotte dall'interrogatorio di Helvey il giorno dopo l'omicidio, dimostrarono il contrario: Privette affermò a suo riguardo: "Ha detto che odiava gli omosessuali. Era disgustato da loro", confermando inoltre che Helvey aveva dichiarato: "... Non mi pento, lo farei di nuovo... Se l'è meritato".
Helvey accettò quindi di dichiararsi colpevole di aver voluto "infliggere grandi danni fisici", evitando la pena di morte ma ottenendo comunque la reclusione a vita; Helvey sta scontando la condanna nell'organizzazione penitenziaria militare "United States Disciplinary Barracks" a Fort Leavenworth in Kansas, anche se per statuto gli è concessa un'udienza annuale per far richiesta di grazia. Al complice di Helvey, Charles Vins, è stato permesso di patteggiare assumendosi la responsabilità di tre reati minori, tra cui la mancata segnalazione di un reato grave di cui era a conoscenza e di testimoniare in modo veritiero contro Terry Helvey, e ha scontato una pena di 78 giorni prima di subire un esonero con disonore dalla Marina.